# Varda par Agnès
Varda par Agnès è un documentario del 2019 diretto da Agnès Varda e Didier Rouget.
Si tratta di un film-documentario sulla vita, la carriera e la visione artistica di Agnes Varda, realizzato dalla regista stessa. Varda decise di realizzare questo documentario poco prima di morire (il film venne infatti presentato a Berlino all'inizio del 2019 e lei morì nel marzo dello stesso anno di cancro), per chiudere la sua lunga e corposa carriera con un commosso e personale "riassunto" della sua storia. Questo elemento di pre-morte è evidente anche nella chiusura della pellicola, dove l'immagine di Varda svanisce e la sua voce ci comunica che ha deciso così di lasciarsi, svanendo improvvisamente.

## Trama
Agnes Varda ripercorre (a volte cronologicamente, altre volte no) la sua lunga carriera artistica, sia cinematografica che fotografica che di arte visuale, alternando scene di un suo incontro con gli appassionati svolto presso un teatro, con scene tratte dai suoi film, immagini d'epoca e interviste passate.